# Корона принцессы Бланш
Корона принцессы Бланш (англ. Crown of Princess Blanche), также известная как Корона Палатина или Богемская Корона — старейшая королевская корона Англии, датированная приблизительно 1370 годом. Корона принадлежала дочери короля Генриха IV, принцессе Бланш (Бланке) Английской и являет собой великолепный образец ювелирного искусства второй половины XIV века. Хранится в Мюнхенской сокровищнице.

## Описание
Корона изготовлена из золота и богато декорирована сапфирами, рубинами, алмазами и жемчугом. Состоит из обруча и венчающих его двенадцати зубцов в форме геральдических лилий, чередующихся по высоте. Под каждым зубцом расположена композиция из драгоценных камней в форме шестиугольника — чередующиеся рубины и жемчуг по углам и сапфиры индивидуальной формы и прозрачности в центре каждого элемента; золотые соединения проработаны эмалью.
В конце XIV века корона стала несколько выше, благодаря удлиненным флеронам, заменившим флероны меньшего размера.

## История
Корона была изготовлена около 1370 года или несколькими годами позже; первая запись о ней датируется 1399 годом, корона фигурирует в списке драгоценностей, принадлежавших свергнутому королю Ричарду II. Таким образом, маловероятно, чтобы корона была изготовлена для Бланки, вероятнее всего, первоначально она принадлежала королеве Анне Чешской, первой супруге Ричарда. Доподлинно неизвестно и место изготовления короны — Анна могла привезти корону в Англию из Праги; хотя некоторые элементы указывают на французское происхождение изделия, автором мог быть обученный во Франции ювелир, работавший в Праге. Высказывалось предположение о происхождении короны из Венеции.
В 1402 году принцесса Бланка Английская вышла замуж за Людвига III, курфюрста Пфальца (англ. Elector Palatine) и корона перешла в собственность дома Виттельсбах в качестве приданого невесты. Этому корона и обязана своими названиями — Корона принцессы Бланш или Корона Палатина (то есть Пфальца).
С 1782 года корона хранится в Мюнхенской резиденции.